# Sasunaga olivata
Sasunaga olivata là một loài bướm đêm trong họ Noctuidae.